# Жюлли-сюр-Сарс
Жюлли́-сюр-Сарс (фр. Jully-sur-Sarce) — коммуна во Франции, находится в регионе Шампань — Арденны. Департамент — Об. Входит в состав кантона Бар-сюр-Сен. Округ коммуны — Труа.
Код INSEE коммуны — 10181.
Коммуна расположена приблизительно в 170 км к юго-востоку от Парижа, в 95 км южнее Шалон-ан-Шампани, в 27 км к юго-востоку от Труа.

## Население
Население коммуны на 2008 год составляло 298 человек.
| 1962 | 1968 | 1975 | 1982 | 1990 | 1999 | 2008 |
| ---- | ---- | ---- | ---- | ---- | ---- | ---- |
| 242  | 269  | 247  | 240  | 244  | 274  | 298  |

## Экономика
В 2007 году среди 168 человек в трудоспособном возрасте (15—64 лет) 127 были экономически активными, 41 — неактивными (показатель активности — 75,6 %, в 1999 году было 73,3 %). Из 127 активных работали 116 человек (54 мужчины и 62 женщины), безработных было 11 (6 мужчин и 5 женщин). Среди 41 неактивных 14 человек были учениками или студентами, 16 — пенсионерами, 11 были неактивными по другим причинам.

## Достопримечательности
- Церковь Сен-Луи. Памятник истории с 1926 года[6]

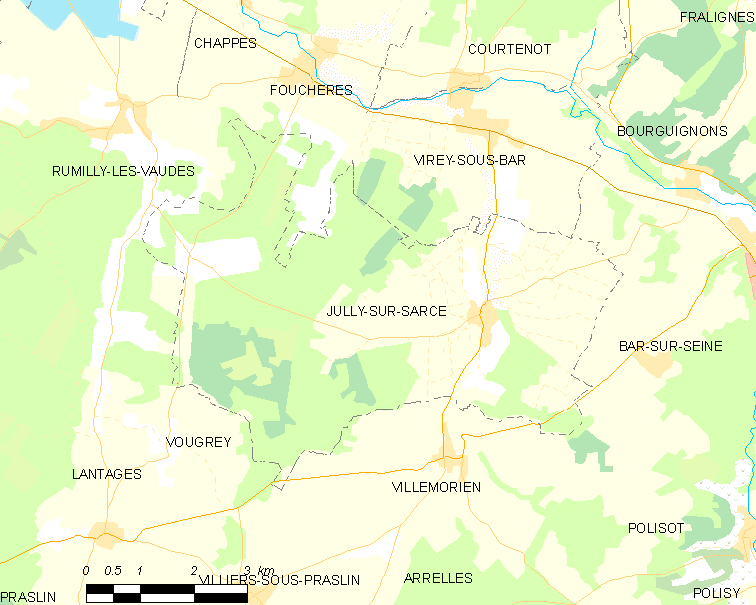
Карта коммуны